# Saint-Martin-du-Boschet
Saint-Martin-du-Boschet är en kommun i departementet Seine-et-Marne i regionen Île-de-France i norra Frankrike. Kommunen ligger i kantonen Villiers-Saint-Georges som tillhör arrondissementet Provins. År 2022 hade Saint-Martin-du-Boschet 264 invånare.

## Befolkningsutveckling
Antalet invånare i kommunen Saint-Martin-du-Boschet
| Referens: INSEE |